# 전력관

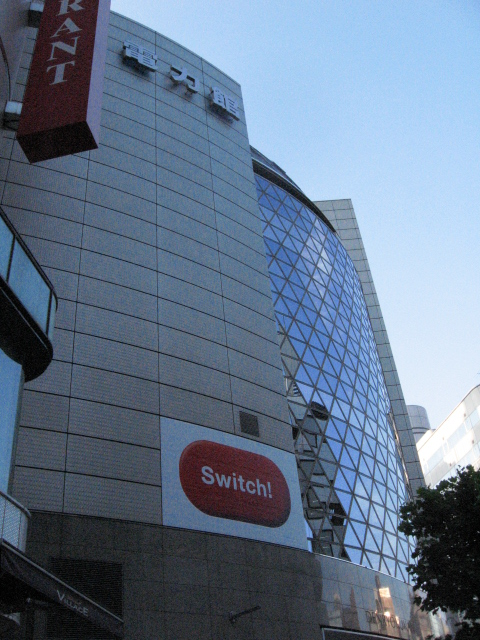
전력관

전력관(일본어: 電力館 덴료쿠칸[*])은 일본 도쿄도 시부야에 있는 종합 PR관이다. 1층부터 8층까지 모든 전시싫이 전기 관련 내용으로 구성되어 있고, 특히 5-7층은 어린이를 위한 미래 과학 관련 전시물과 원자력, 화력, 수력의 3대 에너지 발전에 관한 이해를 돕는 시설이 있다. 2층에는 시부야 타운가이드가 마련되어 있어 시부야 관광에 관한 안내도 받을 수 있으며, 3층에는 허브 카페와 게르마늄 탄산온욕 시설인 퀵스파코너가 있다.